# تازه‌کند، لنکران
تازه‌کند (به لاتین: Təzəkənd) یک منطقهٔ مسکونی در جمهوری آذربایجان است که در شهرستان لنکران واقع شده‌است.